# Dol-de-Bretagne
Dol-de-Bretagne (bretonsko Dol) je naselje in občina v severozahodnem francoskem departmaju Ille-et-Vilaine regije Bretanje. Leta 2009 je naselje imelo 5.163 prebivalcev.

## Geografija
Naselje leži v pokrajini Bretaniji jugovzhodno od Saint-Maloja, 57 km severno od Rennesa.

## Uprava
Dol-de-Bretagne je sedež istoimenskega kantona, v katerega so poleg njegove vključene še občine Baguer-Morvan, Baguer-Pican, Cherrueix, Epiniac, Mont-Dol, Roz-Landrieux in Le Vivier-sur-Mer s 13.118 prebivalci.
Kanton Dol-de-Bretagne je sestavni del okrožja Saint-Malo.

## Zanimivosti
- menhir du Champ-Dolent, visok 9,3 metre, francoski zgodovinski spomenik,
- gotska katedrala sv. Samsona iz 13. do 16. stoletja, z relikvijami sv. Samsona, enega od sedmerih škofov ustanoviteljev Bretanije, in sv. Magloira. V katedrali, sedežu nekdanje škofije, ustanovljene sredi 6. stoletja, ukinjene s konkordatom 1801, ko je bilo njeno ozemlje razdeljeno na škofiji v Saint-Brieucu in Rennesu, se nahaja tudi grobnica Thomasa Jamesa, Dolskega škofa iz konca 15. stoletja; zgodovinski spomenik.

## Pobratena mesta
- Reichelsheim, Odenwald (Hessen, Nemčija);